# 蕭任能
蕭任能（1970年—），台灣雕塑家，南投縣人，竹山高中美工科畢業，現居於台灣南投縣草屯鎮。

## 簡介
蕭任能出生於南投縣草屯鎮，小學時期特別喜歡布袋戲，因此無師自通雕刻木偶，開始玩起木偶劇及學習北管樂，國中時期也因布袋戲成為學校知名人物，學校也為此邀請其在學校公演，直到近期仍有一些機構單位邀請表演木偶劇。國中畢業後因興趣選讀竹山高中美工科，畢業後投入名師謝以裕門下，轉學習雕塑藝術，初期以陶藝為主，慢慢轉為銅雕為主。
蕭任能專精於佛像雕塑，作品屢獲國家工藝獎肯定，並獲選為南投縣政府文化局南投陶展示館陶藝藝術家。

## 展演記錄
1995  亞太偶戲展、木偶雕刻展
1997  南投縣政府文化局雕塑個展
1998  中央銀行委託製作景觀雕塑
2000  國立工藝研究所木偶展覽策劃
2002  南投文化局展出～小木偶流浪記～木偶文物展覽
2003  招標南投展示館圍牆＜陶藝壁畫＞公共藝術榮獲得標製作＜富麗春彩＞
2003  招標太平宜欣郵局公共藝術榮獲得標製作＜展翅＞
2004  台中市民俗公園木偶展覽演出
2006  台北縣立黃金博物館邀請展出礦山金采節＜金有所屬＞特展
2007  國立傳統藝術中心＜臺灣金艷金工大展＞邀請展
2007  南投縣政府文化局24節氣雕塑系列展
2010  國立傳統藝術中心＜夢想起飛＊工藝經典展＞邀請展
2010  國立傳統藝術中心＜桃園國際機場*經典傳藝工藝特展＞邀請展
2010  雲林偶戲館木偶策展
2011  臺中市立葫蘆墩文化中心＜能雕塑創作展＞邀請展
2013  應邀＜這夏來玩偶＞大師聯展

## 得獎記錄
1999  第二屆傳統工藝獎雕塑類榮獲佳作
2001  第一屆國家工藝獎雕塑類榮獲佳作
2007  南投玉山美術文學獎獎座設計徵選比賽榮獲第一名
2012  臺灣工藝竸賽榮獲傳統工藝組佳作

## 資料來源
- 蕭任能藝歷 （页面存档备份，存于）
- 觀賞銅佛蕭任能新思維| 每月亮點| 人間福報
- 竹高網路相簿[]
- 04傳統布袋戲創作者 蕭任能 （页面存档备份，存于）